# نيل غراف
نيل غراف (بالإنجليزية: Neil Graff)‏ هو لاعب كرة قدم أمريكية أمريكي، ولد في 12 يناير 1950.

## وصلات خارجية
- نيل غراف على موقع مرجع كرة القدم المحترفة.كوم (الإنجليزية)
- نيل غراف على موقع قاعة داكوتا الجنوبية للمشاهير الرياضية (الإنجليزية)